# Tepava, Loveci
Tepava (în bulgară Тепава) este un sat în comuna Loveci, regiunea Loveci,  Bulgaria. 

## Demografie
Componența etnică a satului Tepava
     Turci (4,65%)
     Bulgari (91,86%)
     Nicio identificare (3,48%)
     Altele (0%)
La recensământul din 2011, populația satului Tepava era de 86 locuitori. Din punct de vedere etnic, majoritatea locuitorilor (91,86%) erau bulgari, cu o minoritate de turci (4,65%). Pentru 3,48% din locuitori nu este cunoscută apartenența etnică.